# Luis Figueroa Yábar
Luis Figueroa Yábar (Cuzco, 11 de octubre de 1928 - Lima, 18 de marzo de 2012) fue un director de cine, guionista y pintor peruano. Formó parte de la llamada Escuela de Cine del Cusco, junto a Eulogio Nishiyama y Manuel Chambi López.

## Biografía
Fue hijo del pintor cuzqueño Juan Manuel Figueroa Aznar. En 1955, junto a Eulogio Nishiyama, Manuel Chambi, Rodolfo Zamalloa y Andrés Alencastre, funda la Escuela de Cine del Cusco, segundo cine club del Perú.

## Filmografía

### Largometrajes
- 1968. Kukuli (64 min), como codirector junto a Eulogio Nishiyama y César Villanueva.
- 1976. Los perros hambrientos (100 min), como director y guionista,[4] adaptación de la novela del mismo nombre de Ciro Alegría
- 1982. Yawar fiesta (100 min), como director y guionista,[5] adaptación de la novela del mismo nombre de José María Arguedas

### Documentales
- 1977. Chiaraje, batalla ritual (90 min), como director[6]
- 1994. Rituales guerreros (40 min), como director, guionista y cinematógrafo[7]
- 1995. Corpus Christi en el Cusco (30 min),  como director, guionista y cinematógrafo[8]
- 1996. Mamita Candelaria (40 min), como director y guionista[9]
- 1998. Toro pucllay, el juego del toro (41 min), como director, guionista y cinematógrafo[10]

### Cortometrajes
- 1974. El cargador (7 min), como director[11]

## Distinciones
- Medalla de la ciudad del Cuzco (1992)
- Medalla de la ciudad de Nantes (1994)[12]
- Personalidad Meritoria de la Cultura (2011) por el Ministerio de Cultura de Perú[13]